# Electric Messiah
Electric Messiah è l'ottavo album del gruppo doom metal statunitense High on Fire.

## Tracce
1. Spewn from the Earth – 3:59
2. Steps of the Ziggurat / House of Enlil – 9:21
3. Electric Messiah – 4:16
4. Sanctioned Annihilation – 10:29
5. The Pallid Mask – 5:15
6. God of the Godless – 5:20
7. Freebooter – 4:57
8. The Witch and the Christ – 6:32
9. Drowning Dog – 6:43

## Formazione
- Matt Pike – voce, chitarra
- Jeff Matz – basso
- Den Kensel – batteria